# Politikåret 1883

## Händelser
- 13 juni - Arvid Posse avgår som Sveriges statsminister och ersätts av Carl Johan Thyselius.[1]
- 25 september - Harry Atkinson efterträder Frederick Whitaker som Nya Zeelands premiärminister.[2]

### Fotnoter
1. ↑  ”Sweden” (på engelska). World Statesmen. http://www.worldstatesmen.org/Sweden.html. Läst 27 februari 2015.
2. ↑  ”New Zealand” (på engelska). World Statesmen. http://www.worldstatesmen.org/New_Zealand.htm. Läst 1 augusti 2015.